# Leonid Teodorescu

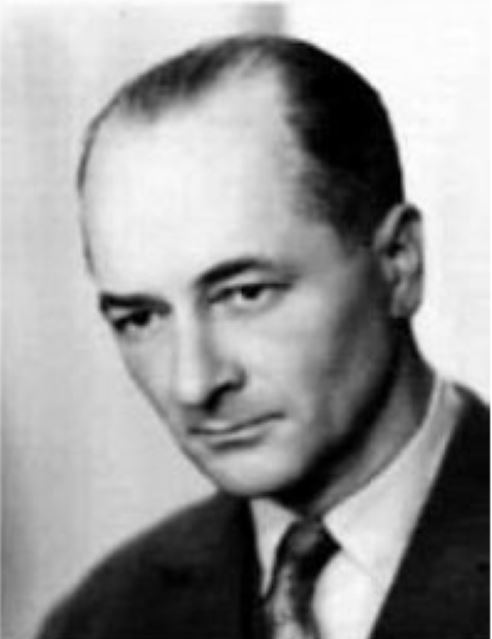
Prof. Leonid Teodorescu

Leonid B. Teodorescu (n. 3 septembrie 1918 - d. 10 septembrie 1992) a fost un medic chirurg O.R.L. român, profesor universitar la Universitatea de Medicină și Farmacie ‚Grigore T. Popa’ din Iași, România.

## Biografie
Leonid Teodorescu a fost un medic chirurg O.R.L., profesor de O.R.L. la Universitatea de Medicină și Farmacie ‚Grigore T. Popa’ din Iași, România, creatorul Secției a II-a universitară de O.R.L. din Iași.
A studiat la Iași la facultătile de medicină, filologie și filozofie (la ultimele, doar doi ani). După terminarea anului al doilea al Facultății, eminentul profesor Gr. T. Popa, Director al Institutului de Anatomie Umană, i-a acordat permisiunea de a lucra ca preparator onorific în cadrul laboratorului său. Concomitent, profesorul Al. Cosăcescu i-a oferit posibilitatea de a lucra, ca extern onorific, în cadrul Clinicii I-a Chirurgicală, pe care o conducea. Ulterior, ca extern prin concurs și intern, a rămas până în 1944 în cadrul acestei clinici, iar în anul 1944 a trecut la Spitalul Caritatea. După absolvire, a făcut războiul din Maramureș până la Praga. Revenit de pe front la finalul războiului, decorat, Ministerul Sănătății îi acordă postul vacant de medic secundar la Sanatoriul de Chirurgie osteo-articulară din Mangalia.
În septembrie 1945 devine medic al Circumscripției Scânteia, județul Ialomița. După acele stagii, revine în Iași și intră prin concurs la Clinica O.R.L. nou înființată (în 1943), unde a beneficiat de mentorul său, profesorul Virgil Racoveanu (1898-1967), șeful Clinicii de ORL. Ulterior plecării la București a Prof. Racoveanu, Prof. Nicolae Costinescu (1907-1974) i-a fost mentor. Între timp, până în 1960, urcă și treptele ierarhiei universitare, până la gradul de conferențiar.

## Contribuții în medicină
Principalele lui contribuții au fost în domeniul tehnicilor chirurgicale ORL, în anatomo-patologia ORL, în chirurgia reconstructivă a urechii medii, în tratamentului chirurgical al schwannoamelor, limphangioamelor și colesteatoamelor, în rezolvarea fracturilor petro- și sino-bazale, în patofiziologia surdității profesionale, a acufenelor (tinitus) și a vertijului și în tratamentul acestora.
A publicat numeroase lucrări în unele dintre cele mai bune reviste europene ale vremii, în Franta, Belgia, Germania, precum și în România. De exemplu, în chirurgia reconstructivă a urechii medii, a publicat, printre altele:
•	L. Teodorescu et. al., Stapes injuries. JFORL. Journal francais d’oto-rhino-laryngologie; audiophonologie et chirurgie maxillo-faciale, 1974/6. PMID: 4280414
•	Teodorescu L, Stratulat E, Cornea I., Injuries of the ossicle system. Ann Otolaryngol Chir Cervicofac. 1975 Jun;92(6):319-30. PMID: 1217825
•	Teodorescu L, Stratulat E, Cornea I., Value of reconstructive surgery of the ossicular chain in transmission deafness. Rev Med Chir Soc Med Nat Iasi. 1975 Jul-Sep;79(3):397-401. PMID: 1103248
•	Teodorescu L, Stratulat E, Cornea I., Labyrinthine microdehiscences as minor otomastoid aplasias. Acta Otorhinolaryngol Belg. 1973;27(1):42-7. PMID: 4697135
•	Teodorescu L, Ieremiciuc E, Stratulat E, Cornea I., Diagnostic and therapeutic problems in temporo- and sinuso-basal fistulas. Rev Chir Oncol Radiol O R L Oftalmol Stomatol Otorinolaringol. 1975 Jul-Sep;20(3):161-9. PMID: 127303 
In tratamentului chirurgical al schwannoamelor, limphangioamelor și colesteatoamelor, a publicat, printere altele:
•	Teodorescu L, Tarabuta G, Cornea I., Parapharyngeal schwannoma. JFORL J Fr Otorhinolaryngol Audiophonol Chir Maxillofac. 1972 Nov;21(9):839-40 passim. PMID: 4267175. 
•	Teodorescu L, Cotrutz C, Stratulat E, Cornea I., Cystic cervical lymphangioma. JFORL J Fr Otorhinolaryngol Audiophonol Chir Maxillofac. 1976 Sep;25(7):479-83. PMID: 137281
•	Ivanov G, Mangiulea V, Teodorescu L, Stinghe R, Nicolae N, Vidaef T, Ianuli D., Contribution of endoscopic interventions in the treatment of lymph node-bronchial fistulas caused by primary tuberculous infection in children. Bronches. 1968 Mar-Apr;18(2):104-8. PMID: 5302960 French.
•	Ivanov G, Mangiulea V, Teodorescu L., Bronchologic data on operated bronchial epidermoid carcinoma in connection with preoperative endoscopic aspects. Bronchopneumologie. 1977;27(6):471-5. PMID: 608130
•	Teodorescu L, Cordun-Tărăbută G, Stratulat E., Rhino-pharyngeal giant follicular lymphoma. Ann Otolaryngol Chir Cervicofac. 1972 Jul-Aug;89(7):427-34. PMID: 4565796
•	Teodorescu L, Stratulat E, Cornea I, Tudoranu F, Boți M., Ethmoido-frontal osteoma. Rev Chir Oncol Radiol O R L Oftalmol Stomatol Otorinolaringol. 1981 Jul-Sep;26(3):161-76. PMID: 6458842
•	Mangiulea V, Stinghe R, Teodorescu L., The contribution of bronchoesophagology in acquired esophago-tracheo-bronchial fistulas. Bronches. 1968 Jul-Aug;18(4):272-6. PMID: 4972006 
A introdus, împreună cu colaboratorii, criterii riguroase în selecția pentru angajare în meserii care puneau în pericol auzul, salvând astfel de la boli profesionale, în special surditate profesională, mulți ieșeni. Aceste indicații de selecție și prevenție au făcut obiectul multor lucrări, de exemplu:
•	Teodorescu L, Leibovici M, Stratulat E, Cornea I, Costinescu R., [Problems of adaptation to fatigue and occupational acoustic trauma. Experimental, anatomoclinical and audiometric study. Otorinolaringologie. 1970 Jan-Feb;15(1):9-24. PMID: 5427096
•	Teodorescu L, Stratulat E, Cornea I.. Occupational deafness. Medical criteria of selection for work in environmental noise. Rev Med Chir Soc Med Nat Iasi. 1973 Jan-Mar;77(1):83-91. PMID: 4793181
•	Teodorescu L, Niculescu M, Niculescu T., Methodology and current methods for assessing occupational hazards in industry. Munca Sanit. 1971 Mar;19(3):129-33. PMID: 5207717 
A analizat cu perseverența interferențele dintre organe, funcții și patologii, de exemplu cele dintre funcția vizuală și cea auditivă, sau cea dintre organul fonator și plămâni, în lucrări precum:
•	Cernea P, Teodorescu L, Banu T., Chorio-Retinal Changes In Deaf-Mutes. Ann Ocul (Paris). 1965,  Feb; 198:130-45. PMID: 14310109
•	Anastasatu C, Mangiulea V, Stinghe R, Teodorescu L., On the significance of intrabronchial lymph node perforations and postfistular residual conditions in adult tuberculosis. Z Tuberk Erkr Thoraxorg. 1968;128(1):44-8. PMID: 5755205
•	Mangiulea V, Teodorescu L. Bronchial changes in pulmonary fibrosis. Bronchopneumologie. 1976 Jan-Feb;26(1):64-74. PMID: 1016870 
S-a interesat îndeaproape de echipamentul și de mijloacele tehnice care să facilteze intervențiile uzuale, sau noi tipuri de intervenții, sau care să ajute în protezare. A fost co-autor la trei brevete de inventie.
A făcut parte din colegiile de redacție de la mai multe reviste medicale naționale și a fost redactor șef adjunct la Revista de Otorinolaringologie. De asemenea, a fost vicepreședinte al Societății medicilor de ORL din România. (v. P. Miloșescu și C.I. Bercuș, Din trecutul O.R.L. în România, Ed. Medicală, București 1979).
A fost căsătorit cu Octavia Teodorescu, născută Ieremia, avocată, membră în consiliul de conducere al Baroului ieșean.